# Carex echinodes
Carex echinodes là một loài thực vật có hoa trong họ Cói. Loài này được (Fernald) P.Rothr., Reznicek & Hipp mô tả khoa học đầu tiên năm 2009.